# Brave and Bold (film 1918)
Brave and Bold è un film muto del 1918 diretto da Carl Harbaugh. La sceneggiatura, firmato dallo stesso regista, si basa sul racconto Four-Forty at Fort Penn di Perley Poore Sheehan pubblicato su The Argosy nel marzo 1917.

## Trama
Robert Booth si reca a Pittsburgh sia per negoziare un contratto milionario con un principe straniero, sia per sposare la fidanzata Ruth Hunneywell. Chester Firkins, un suo rivale in affari, ingaggia due scagnozzi che devono rapire Robert prima della firma del contratto. Ma Robert riesce a scappare e, dopo una fuga rocambolesca durante la quale viene inseguito dalla polizia e sta quasi per saltare in aria su un candelotto di dinamite, riesce a salvare Ruth e il principe, ottenendo così per sé il prezioso contratto.

## Produzione
Il film fu prodotto dalla Fox Film Corporation.

## Distribuzione
Distribuito dalla Fox Film Corporation, il film uscì nelle sale cinematografiche USA il 5 maggio 1918. L'11 luglio 1921, fu distribuito in Danimarca con il titolo Gaa paa.